# Back to Black
Back To Black (En español: «Regreso al Duelo») es el segundo y último álbum de estudio de la cantante, compositora y multiinstrumentista británica Amy Winehouse. Su lanzamiento principal fue realizado el 4 de octubre de 2006 en el Reino Unido. Su promoción abarcó el lanzamiento de cinco sencillos: «Rehab», «You Know I'm No Good», «Back to Black», «Tears Dry on Their Own» y «Love Is a Losing Game», siendo el primero de ellos el más exitoso. En el mes de junio de 2007, se convirtió en el n.º 9 en Estados Unidos y, tras ello, vendió 1,7 millones de descargas en el país, hasta el 23 de julio de 2011. Back To Black recibió críticas generalmente positivas por parte de los críticos de música, ganándose el elogio por sus influencias clásicas de soul.
Tras su lanzamiento y promoción, Back To Black vendió más de 20 millones de copias alrededor del mundo, las cuales le convirtieron en el álbum de mayor éxito comercial de Amy Winehouse. De acuerdo al sistema de información de ventas Nielsen SoundScan, hasta el 23 de julio de 2011, éste vendió alrededor de 2,3 millones de copias en los Estados Unidos, con dos millones de ellas certificadas con doble disco de platino por la asociación de música RIAA.
En la 50.ª edición de los Premios Grammy, Back To Black ganó cinco galardones, convirtiéndose en la primera artista femenina británica en alcanzar este hito previamente obtenido por las estadounidenses Lauryn Hill, Alicia Keys, Beyoncé Knowles-Carter, Norah Jones y Alison Krauss. El álbum ganó por mejor álbum vocal pop, mientras que «Rehab» ganó por mejor interpretación vocal pop femenina, canción del año y grabación del año, y Winehouse ganó como mejor artista nuevo. El disco también recibió una nominación por álbum del año. A finales de 2011 y por un tiempo breve, Back To Black fue declarado como «el álbum más vendido en el Reino Unido durante el siglo XXI» por la Official Charts Company, después de haber vendido 3,5 millones de copias en el Reino Unido.

## Antecedentes
Después de firmar con Island Records en 2002, Winehouse lanzó su álbum debut, Frank, el 20 de octubre de 2003. Le dedicó el álbum a su exnovio, Chris Taylor, ya que gradualmente perdió interés en él. Producida principalmente por Salaam Remi, muchas canciones fueron influenciadas por el jazz, y aparte de dos versiones de versiones, cada canción fue coescrita por Winehouse. El álbum recibió críticas positivas, con elogios por la "mirada fría y crítica" en sus letras, mientras su voz hacía comparaciones con Sarah Vaughan, Macy Gray y otros. El álbum alcanzó el número 13 en la lista de álbumes del Reino Unido en el momento de su lanzamiento, y finalmente fue certificado triple platino por la industria fonográfica británica (BPI). En 2004, Winehouse fue nominada a dos categorías en los Brit Awards, mientras que Frank fue seleccionado para el Mercury Prize. Ese mismo año, el primer sencillo del álbum, "Stronger Than Me", le valió a Winehouse y Remi un Premio Ivor Novello a la Mejor Canción Contemporánea. En una entrevista de 2004 con The Observer, Winehouse expresó su insatisfacción con el álbum, afirmando que "algunas cosas en el álbum [la hicieron] ir a un pequeño lugar que es jodidamente amargo". Además, señala que el marketing fue "molesto", la promoción fue "terrible", y todo fue "un desastre".

## Promoción

### Sencillos

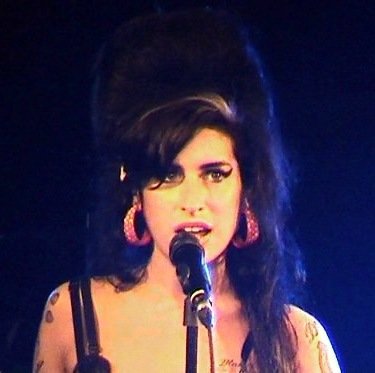
Amy Winehouse durante una gira promocional en Berlín en 2007.

El 23 de septiembre de 2006 se lanzó «Rehab», primer sencillo del álbum. La letra se centra en su negativa por acudir a un centro de rehabilitación debido a sus problemas con el alcohol. El 22 de octubre de 2006, basándose únicamente de las ventas digitales en el Reino Unido, entró en los UK Singles Chart con el número diecinueve; una semana después, subió al número siete cuando se estrenó en formato físico. Mientras que en los Estados Unidos, «Rehab» debutó en el número diez dentro del Billboard Hot 100 la semana del 14 de junio del 2007 poco después de su interpretación en los MTV Movie & TV Awards (anteriormente «MTV Movie Awards») ese mismo año. Durante la semana siguiente alcanzó el número nueve, siendo el primer y único sencillo más exitoso de Winehouse en aquel país.
Su segundo sencillo, «You Know I'm No Good», se publicó en el Reino Unido el 8 de enero de 2007 con una colaboración del rapero Ghostface Killah. Debutó en el número dieciocho en los UK Singles Chart y finalmente descendió hasta el número veinte.
En los Estados Unidos, su sencillo homónimo «Back to Black» se estrenó el 26 de marzo de 2007 junto con «You Know I'm No Good»; mientras que en el Reino Unido «Back to Black» se lanzó el 30 de abril, entrando en el número veinticinco de los UK Singles Chart. «Tears Dry on Their Own» se publicó el 10 de agosto, alcanzando el número dieciséis y «Love Is a Losing Game» el 10 de diciembre, manteniéndose en el número cuarenta y seis.

## Recepción

### Recibimiento comercial
Durante sus primeras dos semanas a la venta, Back to Black, debutó en el número tres y vendió un total de 70 784 copias en el Reino Unido, incluyendo 43 021 en su primera semana. A finales del año, el álbum había sido certificado con disco de platino. Back to Black alcanzó el primer número uno en el UK Albums Chart durante la semana que finalizó el 20 de enero de 2007 su undécima semana en la tabla después de entrar en el número tres. Pasó dos semanas en el número uno y una tercera semana no consecutiva en el número 5. La Edición B-Side también pasó una semana en la cima de las listas del Reino Unido para la semana que finalizó el 8 de marzo de 2008, la decimoséptima semana en la lista después de entrar en el número veintidós. Back to Black fue el álbum más comercializado de 2007 en el Reino Unido, después de haber vendido 1.85 millones de copias. El BPI certificó el álbum 13 veces Platinum el 30 de marzo de 2018, y en octubre de 2018, había vendido 3,93 millones de copias, convirtiéndolo en el segundo álbum más vendido en el Reino Unido del siglo XXI hasta el momento. Así como el decimotercer álbum más vendido en el Reino Unido de todos los tiempos.
Alcanzó la cima en el UK Albums Chart para la semana que finalizó el 20 de enero de 2007, y con unas ventas de 1,85 millones fue confirmado como el álbum más vendido en el Reino Unido en 2007. Su rival más cercana era Leona Lewis con su álbum de debut Spirit (2007), que terminó con 1,59 millones de copias. El 25 de febrero de 2007, Back to Black pasó de una posición número dos al número uno, permaneciendo tres semanas en la cima. Entre enero y julio de 2007, el álbum pasó veintisiete semanas consecutivas dentro del top diez del Reino Unido. El 14 de diciembre de 2007, Back to Black fue certificado seis veces platino en el Reino Unido en reconocimiento a su más de 1,8 millones de copias vendidas. El álbum también encabezó la lista de Irlanda para la semana que finalizó el 17 de enero de 2008.
El álbum fue lanzado oficialmente en los Estados Unidos el 13 de marzo de 2007 a través de Universal Republic Records. Debutó en el Billboard 200 en el número siete con 51 000 copias en su primera semana, convirtiéndose en el debut más alto para un álbum de un artista solista británica femenina en el momento. A la semana de su lanzamiento en los Estados Unidos. A raíz de las múltiples victorias Winehouse en tras la 50.ª ceremonia de los premios Grammy, el álbum saltó desde el número de veinticuatro a un nuevo máximo de número uno en el Billboard 200 el 1 de marzo de 2008, con 115 000 copias. El álbum fue certificado platino por la Recording Industry Association of America el 10 de julio de 2007 por la venta de un millón de copias, convirtiéndose en el vigésimo cuarto álbum más vendido del 2007. Fue certificado doble platino, el 12 de marzo de 2008, y desde entonces ha vendido más de 2,4 millones de copias en los Estados Unidos.
Back to Black vio el éxito masivo en el continente europeo, encabezó el Top 100 de los Álbumes en Europea por trece semanas no consecutivas y alcanzó el número uno en Austria, Bélgica, Croacia, Dinamarca, Alemania, Grecia, Noruega, Polonia, Portugal, España y Suiza. A finales de 2011, el álbum fue certificado óctuple disco de platino por la Federación Internacional de la Industria Fonográfica, que denota las ventas de más de siete millones de copias en toda Europa. En Alemania, es el quinto álbum más descargado de todos los tiempos. El álbum fue certificado disco de platino séptuple en Austria, convirtiéndose en uno de los álbumes más vendidos allí.

### Comentarios de la crítica
Back to Black recibió la aclamación general de los críticos de música. Metacritic, que asigna una normalizada calificación de 100 de las opiniones de los críticos principales, el álbum recibió un promedio de puntuación de 81, basado en 26 comentarios, lo que indica una "aclamación universal". John Bush de Allmusic le dio al álbum cinco de cinco estrellas y alabó la tradición musical de Winehouse, declarando "A pesar de que Back to Black hace ver su jazz de abandono y total que abarca el R&B contemporáneo, todas las mejores partes de su carácter musical emerge intacto, y en realidad, son todo lo mejor para la transformación de la vocalista de jazz a la sirena del Soul". Jake Henneman de Crawdaddy! denomina su música "sensual neo-soul y R & B". Jude Rogers de New Statesman lo llamó "un registro de soul sorprendente, absorbiendo los sonidos de los grupos de chicas de 1960, glamour y un toque contemporáneo". The Washington Post escribió que su música "recuerda dos fábricas culturales del pasado, Motown y Brill Building", pero reconoció su "modernidad" y lo llamó una "clásica-mezcla contemporánea". Helen Brown, de The Daily Telegraph llamó su música "muro de sonido grandilocuencia con ganchos pegadizos y descaradamente inteligentes letras de canciones modernas, para fregar el alma". Matt Harvey de BBC Music citó como "uno de los mejores álbumes del Reino Unido del año". Dorian Lynskey de The Guardian encontró una mejora con respecto a su anterior álbum y escribió "esta vez la música, también, tiene algo similar, y el resultado final es un clásico soul del siglo 21".
Christian Hoard de Rolling Stone declaró: "Las canciones no siempre se mantienen. Pero las mejores son imposible que no les guste". En un estudio retrospectivo de en 2010, Douglas Wolk de la revista Rolling Stone le dio al álbum cuatro estrellas y media de cinco estrellas y que se refiere a ella como "una maravilla poco probable, un disco desesperadamente triste y conmovedora cuyos ganchos y la producción (por Remi y Mark Ronson) son dignos de que el Soul entre al Salón de la Fama-«Tears Dry on Their Own» es, básicamente, «Ain't No Mountain High Enough» como auto-recriminación". En su opinión para Blender, Wolk le dio al álbum tres y medio de cinco estrellas y escribió que "suena fantástico, en parte debido a que la producción de la muestra preparada para el Soul del 60 hasta el sonido de batería, y en parte porque Winehouse es un infierno de una cantante impresionante, sobre todo cuando no está «copping»". Joshua Klein de Pitchfork Media criticó a Winehouse como "defensiva", letras subjetivas relativas a las relaciones, pero dijo: "Afortunadamente, Winehouse ha sido bendecido con una voz estridente que puede transformar incluso los sentimientos mundanos en las declaraciones de gran alcance".
Will Hermes de Entertainment Weekly felicitó a Mark Ronson y escribió que "Son precisamente las letras de las canciones de Winehouse —inteligentes, dolorosas, coquetas y, a menudo, directamente desagradables— las que elevan a este grupo de canciones expertamente elaborado, al reino de la verdadera originalidad en el presente". Sal Cinqueamni de Slant elogió a Winehouse como "oído para la poesía" y la describió junto con los productores del álbum como "expertos del estado de ánimo-set o reconstructores astutos". Victoria Segal de The Times afirmó que "estas son canciones explícitas, honestas [...] Por todo el calor antiguo de los acuerdos, se trata de un álbum de un ambiente totalmente moderno".

### Distinciones
Back to Black fue nombrado uno de los diez mejores discos de 2006 y 2007 por varias publicaciones sobre sus listas de fin de año, incluyendo álbumes de The Austin Chronicle (número cuatro), Billboard (número tres), Blender (número ocho), Slant Magazine (número cuatro), la revista Entertainment Weekly (número dos), The New York Times (número tres) y Time (número uno). El álbum ganó numerosos premios en la 50.ª ceremonia de los premios Grammy, ganó Grabación del Año y Canción del Año por su éxito «Rehab», mientras que el álbum recibió nominaciones para Álbum del Año y Mejor Álbum Pop Vocal, ganando este último. Winehouse ganó el Grammy al Mejor Nuevo Artista, mientras que Ronson ganó el Premio Grammy por "Productor del Año", "No Clásico". En julio de 2007, el álbum fue nominado para el Mercury Prize 2007. Entre otros postulados, esta fue la segunda vez que Winehouse ha sido nominado para el Mercury Prize, su álbum debut, Frank fue finalista en 2004. Este álbum se colocó en el número cuarenta en la revista Rolling Stone de los 50 mejores álbumes de 2007.
Chris Willman de Entertainment Weekly llamó a Back to Black el segundo mejor álbum del año 2007, al comentar que "Black llevará a cabo como uno de los CD vanguardista de nuestro tiempo". Y añade: "Al final, es la cantante de la vida real de dolor por su esposo encarcelado, demuestra lo que es obvio a partir de las ranuras: Cuando canta sobre el amor, quiere decir cada palabra". Rolling Stone coloco a Back to Black en la lista de los 100 mejores discos de la década 2000-2009, clasificado como el álbum número veinte.
La canción «Rehab» ganó el premio Ivor Novello por "Mejor Canción Contemporánea", el 24 de mayo de 2007. La revista Time nombró a «Rehab» la mejor canción de 2007. Josh Tyrangiel elogió a Winehouse por su confianza, opinando, "Lo que es, es respondona, divertida, sensual, y muy posiblemente una loca", y agregó que "no es imposible de ser seducido por su originalidad. Combínalo con la producción de Mark Ronson que hace referencia a cuatro décadas de la música Soul, sin una vez arrancando, y que tienes la mejor canción de 2007".
En 2012, la revista Rolling Stone clasificó al álbum en el número 33 en su lista de Los 500 mejores álbumes de todos los tiempos. En 2019 el álbum encabezó el recuento de The Guardian sobre los 100 mejores álbumes del siglo XXI.

## Éxito póstumo

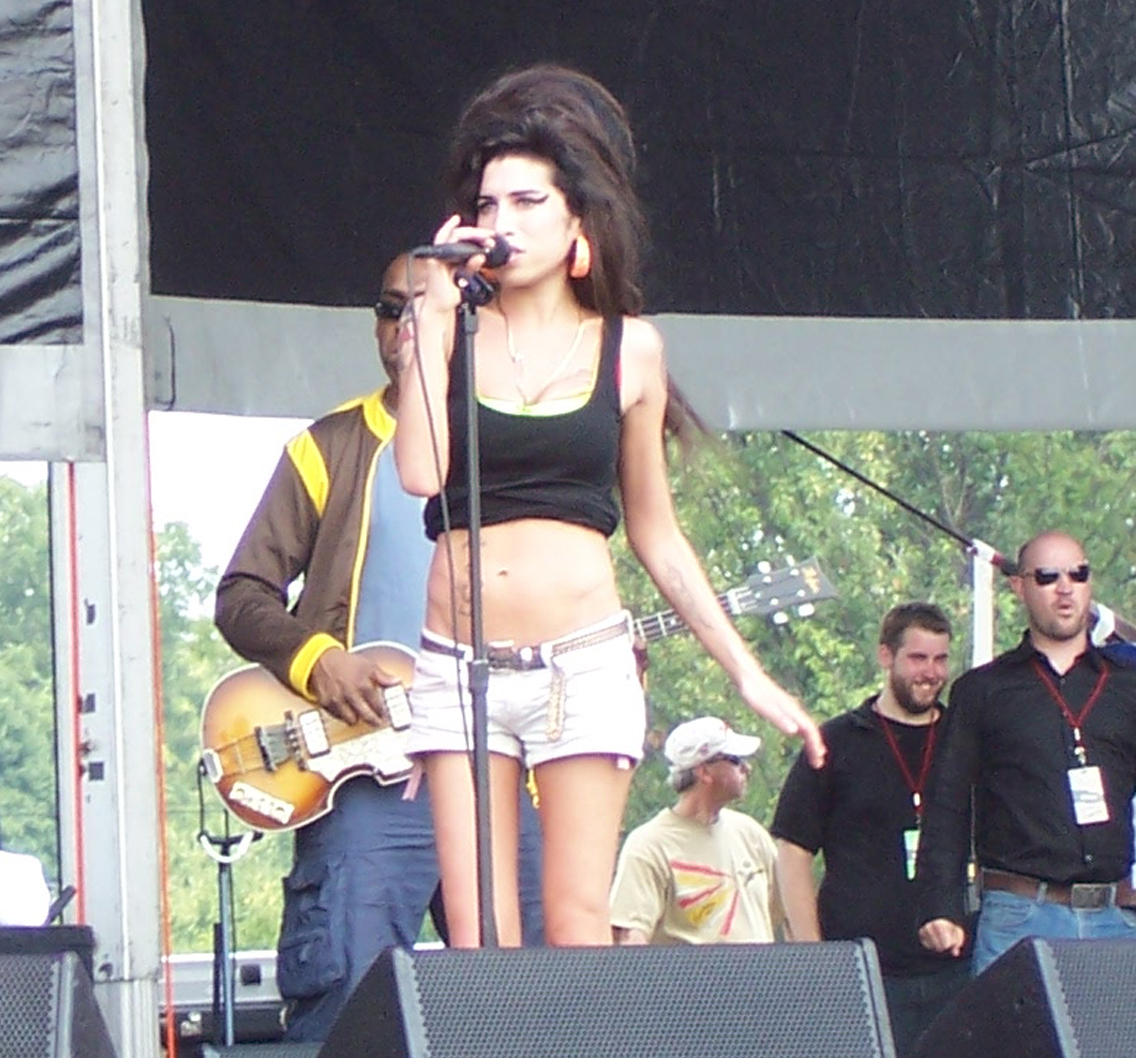
Amy Winehouse cantando en Virgin Festival.

Tras la muerte de Winehouse, el 23 de julio de 2011, las ventas del álbum se incrementaron drásticamente en todo el mundo. El álbum saltó al número uno en las listas de iTunes en casi todos los países. En su país natal, Reino Unido, el álbum volvió a entrar en las listas del Reino Unido el 24 de julio de 2011 en el número cincuenta y nueve en solamente siete horas de ventas tras el anuncio de su muerte. A la semana siguiente, el álbum se disparó de nuevo al número uno, lo que marcó la cuarta vez que el álbum había alcanzado el primer puesto. Al día siguiente, el álbum volvió a entrar en la Nueva Zelanda Albums Chart en el número veinte. El 26 de julio de 2011, Billboard informó que el álbum había vuelto a entrar en la lista Billboard 200 el 6 de agosto de 2011 en el número nueve, con ventas de 37 000 copias en aproximadamente 36 horas desde el anuncio de la muerte de Winehouse, y la semana siguiente aumentó hasta el cuarto puesto con ventas de 54 000 copias en la semana completa, debutando también en el número uno en Digital Albums. En Canadá, desde su muerte, el álbum ha vendido 2500 ejemplares, hasta 2,172 % a partir de la semana anterior. Alcanzó el número trece en la carta de los álbumes de Canadá. A la semana siguiente, se elevó al número seis y vendió un adicional de 5000 ejemplares. El 25 de agosto, la Official Charts Company anunció que "Back To Black" ahora es el álbum más vendido en el Reino Unido en el siglo XXI, con unas ventas de 3,26 millones en el Reino Unido. Hasta el momento, luego de su muerte, ha vendido más de 20 000 000 copias legales.

## Lista de canciones
- Versión estándar

| Back to Black |                          |          |  |
| N.º           | Título                   | Duración |  |
| 1.            | «Rehab»                  | 03:34    |  |
| 2.            | «You Know I'm No Good»   | 04:17    |  |
| 3.            | «Me & Mr. Jones»         | 02:33    |  |
| 4.            | «Just Friends»           | 03:13    |  |
| 5.            | «Back to Black»          | 04:01    |  |
| 6.            | «Love Is a Losing Game»  | 02:35    |  |
| 7.            | «Tears Dry on Their Own» | 03:06    |  |
| 8.            | «Wake up Alone»          | 03:42    |  |
| 9.            | «Some Unholy War»        | 02:22    |  |
| 10.           | «He Can Only Hold Her»   | 04:20    |  |
| 11.           | «Addicted»               | 02:45    |  |

| Bonus Tracks Japón |                                                     |          |  |
| N.º                | Título                                              | Duración |  |
| 11.                | «Addicted»                                          | 02:45    |  |
| 12.                | «Close to the Front»                                | 04:35    |  |
| 13.                | «Hey Little Rich Girl» (con Zalon y Ade)            | 03:35    |  |
| 14.                | «Monkey Man»                                        | 02:56    |  |
| 15.                | «Back to Black» (The Rumble Strips Remix)           | 03:48    |  |
| 16.                | «You Know I'm No Good» (Remix con Ghostface Killah) | 03:22    |  |

- Versión EE.UU

| Back to Black |                                                     |          |  |
| N.º           | Título                                              | Duración |  |
| 1.            | «Rehab»                                             | 03:34    |  |
| 2.            | «You Know I'm No Good»                              | 04:17    |  |
| 3.            | «Me & Mr. Jones»                                    | 02:33    |  |
| 4.            | «Just Friends»                                      | 03:13    |  |
| 5.            | «Back to Black»                                     | 04:01    |  |
| 6.            | «Love Is a Losing Game»                             | 02:35    |  |
| 7.            | «Tears Dry on Their Own»                            | 03:06    |  |
| 8.            | «Wake up Alone»                                     | 03:42    |  |
| 9.            | «Some Unholy War»                                   | 02:22    |  |
| 10.           | «He Can Only Hold Her»                              | 04:20    |  |
| 11.           | «You Know I'm No Good» (Remix con Ghostface Killah) | 03:22    |  |

| Bonus Tracks EE. UU iTunes |                          |          |  |
| N.º                        | Título                   | Duración |  |
| 12.                        | «Rehab» (Hot Chip Remix) | 06:58    |  |

- Back to Black: B-Side

| Back to Black: B-Side |                                                    |          |  |
| N.º                   | Título                                             | Duración |  |
| 1.                    | «Valerie»                                          | 03:53    |  |
| 2.                    | «Cupid»                                            | 03:49    |  |
| 3.                    | «Monkey Man»                                       | 02:56    |  |
| 4.                    | «Some Unholy War» (Down Tempo)                     | 03:17    |  |
| 5.                    | «Hey Little Rich Girl» (con Zalon y Ade)           | 03:35    |  |
| 6.                    | «You're Wondering Now (Solo en algunas versiones)» | 02:33    |  |
| 7.                    | «To Know Him Is to Love Him»                       | 02:24    |  |
| 8.                    | «Love Is a Losing Game» (Original Demo)            | 03:43    |  |

## Listas musicales de álbumes y certificaciones
| País (2007–11)            | Mejor posición |
| ------------------------- | -------------- |
| Australia                 | 4              |
| Austria                   | 1              |
| Bélgica (Flandes)         | 1              |
| Bélgica (Valonia)         | 2              |
| Canadian Albums Chart     | 4              |
| Croacia                   | 1              |
| República Checa           | 4              |
| Dinamarca                 | 1              |
| Países Bajos              | 1              |
| Top 100 Álbumes Europeos  | 1              |
| Finlandia                 | 2              |
| Francia                   | 1              |
| Alemania                  | 1              |
| Grecia                    | 1              |
| Hungría                   | 3              |
| Irlanda                   | 1              |
| Italia                    | 1              |
| Japón                     | 23             |
| México                    | 6              |
| Nueva Zelanda             | 1              |
| Noruega                   | 1              |
| Polonia                   | 1              |
| Portugal                  | 1              |
| Rusia                     | 7              |
| España                    | 1              |
| Swedish Albums Chart      | 4              |
| Suiza                     | 1              |
| Reino Unido               | 1              |
| US Billboard 200          | 2              |
| US Top R&B/Hip-Hop Albums | 4              |
| US Top Alternative Albums | 2              |

| País           | Certificación |
| -------------- | ------------- |
| Alemania       | 6× Platino    |
| Argentina      | Oro           |
| Australia      | 3× Platino    |
| Austria        | 7× Platino    |
| Bélgica        | 3× Platino    |
| Brasil         | Diamante      |
| Canadá         | Platino       |
| Colombia       | Oro           |
| Dinamarca      | 3× Platino    |
| España         | 2× Platino    |
| Estados Unidos | 2× Platino    |
| Europa         | 8× Platino    |
| Finlandia      | Platino       |
| Francia        | 2× Platino    |
| Grecia         | Platino       |
| Hungría        | Platino       |
| Italia         | Platino       |
| Japón          | Oro           |
| Noruega        | Platino       |
| Nueva Zelanda  | 3× Platino    |
| Países Bajos   | 5× Platino    |
| Polonia        | 2× Platino    |
| Portugal       | 2× Platino    |
| Reino Unido    | 8× Platino    |
| Rusia          | 2× Platino    |
| Suecia         | Platino       |
| Suiza          | 7× Platino    |
| Turquía        | Oro           |

| Lista (2007)                            | Posición |
| --------------------------------------- | -------- |
| Australian Albums Chart                 | 29       |
| Austrian Albums Chart                   | 30       |
| Belgian Albums Chart (Flandes)          | 5        |
| Belgian Albums Chart (Valonia)          | 40       |
| Danish Albums Chart                     | 7        |
| Dutch Albums Chart                      | 4        |
| European Top 100 Albums                 | 2        |
| Finnish Albums Chart                    | 1        |
| French Albums Chart                     | 6        |
| German Albums Chart                     | 17       |
| Hungarian Albums Chart                  | 58       |
| Irish Albums Chart                      | 2        |
| New Zealand Albums Chart                | 29       |
| Swedish Albums Chart                    | 18       |
| Swiss Albums Chart                      | 3        |
| UK Albums Chart                         | 1        |
| US Billboard 200                        | 24       |
| US Top R&B/Hip-Hop Albums               | 31       |
| Worldwide                               | 2        |
| Chart (2008)                            | Posición |
| Australian Albums Chart                 | 24       |
| Austrian Albums Chart                   | 1        |
| Belgian Albums Chart (Flanders)         | 4        |
| Belgian Albums Chart (Wallonia)         | 8        |
| Dutch Albums Chart                      | 1        |
| European Top 100 Albums                 | 1        |
| Finnish Albums Chart                    | 14       |
| French Albums Chart                     | 7        |
| German Albums Chart                     | 1        |
| Greek Foreign Albums Chart              | 4        |
| Greek Domestic and Foreign Albums Chart | 25       |
| Hungarian Albums Chart                  | 25       |
| Irish Albums Chart                      | 13       |
| New Zealand Albums Chart                | 5        |
| Spanish Albums Chart                    | 3        |
| Swedish Albums Chart                    | 25       |
| Swiss Albums Chart                      | 1        |
| US Billboard 200                        | 43       |
| US Top R&B/Hip-Hop Albums               | 42       |
| Worldwide                               | 7        |
| Chart (2009)                            | Posición |
| European Top 100 Albums                 | 85       |
| Chart (2011)                            | Posición |
| Australian Albums Chart                 | 77       |
| Austrian Albums Chart                   | 29       |
| Belgian Albums Chart (Flanders)         | 42       |
| Belgian Albums Chart (Wallonia)         | 69       |
| Dutch Albums Chart                      | 25       |
| German Albums Chart                     | 35       |
| Italian Albums Chart                    | 30       |
| Mexican Albums Chart                    | 67       |
| Polish Albums Chart                     | 19       |
| Swiss Albums Chart                      | 41       |

| Chart (2000–09)       | Posición |
| --------------------- | -------- |
| Austrian Albums Chart | 4        |
| UK Albums Chart       | 3        |